# يوهان آدم كلاين
يوهان آدم كلاين (بالألمانية: Johann Adam Klein)‏ هو نقاش أطباق نحاسية ‏ ورسام ألماني، ولد في 24 نوفمبر 1792 في نورنبرغ في ألمانيا، وتوفي في 21 مايو 1875 في ميونخ في ألمانيا.